# 4204 Barsig
4204 Barsig eller 1985 JG1 är en asteroid i huvudbältet som upptäcktes den 11 maj 1985 av den amerikanska astronomen Carolyn S. Shoemaker vid Palomar-observatoriet. Den är uppkallad efter Walter Barsig.
Asteroiden har en diameter på ungefär 5 kilometer och den tillhör asteroidgruppen Flora.